# Кендъл (окръг, Тексас)
Окръг Кендъл (на английски: Kendall County) е окръг в щата Тексас, Съединени американски щати. Площта му е 1717 km², а населението - 32 886 души (2008). Административен център е град Бърни.